# 柏林城市铁路
柏林城市铁路（德语：Berliner Stadtbahn）是一条横贯德国首都柏林市区的一条干线铁路，线路大致呈东西走向，东起柏林东站，西至柏林-夏洛滕堡车站，连接柏林的腓特烈斯海恩和夏洛滕堡。这一铁路线路共设11站，其中包括柏林火车总站。在有些定义中，“柏林城市铁路”的定义更广，包含连接柏林东十字车站和柏林西十字车站的铁路，尽管这一定义并不准确。这条铁路线始建于19世纪80年代。现为全高架四线铁路，与城市道路的交口全部为立交道。同时供柏林城市快铁、区域列车、区域快车、城际列车、欧城列车、城际快车使用。

## 与柏林城市快铁的关系
柏林城市快铁（德语原名：S-Bahn Berlin）常被误译为“柏林城市铁路”。“柏林城市快铁”德文原名中的“S-Bahn”为“Stadt-Schnellbahn”的缩写，中文为“城市快铁”，含义为“穿梭于城市内部与市郊间的旅客列车，能够将乘客以较快的速度送达目的地”；“Berlin”为“柏林”。也就是说，将“S-Bahn Berlin”误译为“柏林城市铁路”丢失了部分原意，并会和柏林城市铁路（德语原名：Berliner Stadtbahn）混淆。
柏林城市铁路（德语原名：Berliner Stadtbahn）的名称含义是“贯穿柏林市区的铁路线路”。
“柏林城市快铁”行经“柏林城市铁路”全线，“柏林城市铁路”也不仅被“柏林城市快铁”使用，区域列车、区域快车、城际列车、欧城列车、城际快车均使用“柏林城市铁路”。

## 结构和轨道
柏林城市铁路拥有一座总长8千米的铁路高架桥，其拥有731个拱。另有2千米的线路建于64座桥上，这64座桥上跨多条街道并三跨施普雷河，其余部分位于路堤上。
柏林城市铁路为电气化四线铁路。其中北侧两线仅供柏林城市快铁使用，电气化制式为“750伏 第三轨供电”，柏林城市快铁行径柏林城市铁路全线并停靠全部11座车站。南侧两线共主线铁路列车使用（包括区域列车、区域快车、城际列车、欧城列车、城际快车），电气化制式为“交流 15千伏 16.7赫兹 架空电缆供电”，主线铁路仅停靠其中的6座车站。

## 现车站和里程
“柏林城市铁路”的里程自东向西计算，现车站和里程见下表：
| 车站                 | 里程     | 备注                 |
| -------------------- | -------- | -------------------- |
| 柏林东站             | 0千米    |                      |
| 柏林亞諾維茨橋站     | 1.1千米  | 仅供柏林城市快铁使用 |
| 柏林亚历山大广场车站 | 2.2千米  |                      |
| 柏林哈克市场车站     | 2.9千米  | 仅供柏林城市快铁使用 |
| 柏林腓特烈大街车站   | 4.0千米  |                      |
| 柏林火车总站         | 5.4千米  |                      |
| 柏林貝爾維尤車站     | 7.1千米  | 仅供柏林城市快铁使用 |
| 柏林蒂尔加滕车站     | 8.2千米  | 仅供柏林城市快铁使用 |
| 柏林动物园车站       | 9.0千米  |                      |
| 柏林萨维尼广场车站   | 10.0千米 | 仅供柏林城市快铁使用 |
| 柏林-夏洛滕堡车站    | 11.2千米 |                      |

## 历史

### 规划
1871年时的柏林拥有8条干线铁路，其在柏林的主要火车站为多座建于外围城区、郊区且不能直接互通的尽头式车站。这对须在柏林换乘的铁路旅客十分不友好，旅客往往无法在同一火车站内换乘火车，而是需要通过倒车在相距甚远的不同火车站间换乘火车。因而规划了穿越柏林市区连通不同尽头式铁路枢纽站的铁路线。
1872年，德国铁路建设公司（德语原名：Deutsche Eisenbahnbaugesellschaft，德语缩写：DEG）规划了贯穿柏林市区，连接柏林西里西亚车站（今柏林东站）至夏洛滕堡，再至波茨坦的铁路。1873年，普鲁士王国和私营铁路公司柏林—波茨坦—马格德堡铁路公司、马格德堡—哈尔伯施塔特铁路公司、柏林—汉堡铁路共同买入了德国铁路建设公司（德语原名：Deutsche Eisenbahnbaugesellschaft，德语缩写：DEG）的股份，并联合成立了柏林城市铁路公司（德语原名：Berliner Stadteisenbahngesellschaft）。然而，事情并没有像预期的那样进行，德国铁路建设公司（德语原名：Deutsche Eisenbahnbaugesellschaft，德语缩写：DEG）在1878年破产，这迫使普鲁士王国政府接管，用国家资金支付铁路建设费用，并偿还德国铁路建设公司（德语原名：Deutsche Eisenbahnbaugesellschaft，德语缩写：DEG）前私人投资人的投资。 转由国家投资建设柏林城市铁路的原因很大一定程度上是汲取了1870年—1871年普法战争中因铁路线路不畅通而使得军事运输受阻的教训。
1878年7月15日，皇家柏林城市铁路工程指挥部（德语原名：Königliche Direktion der Berliner Stadteisenbahn）开始接手这一工程，主管为恩斯特·迪尔克森。

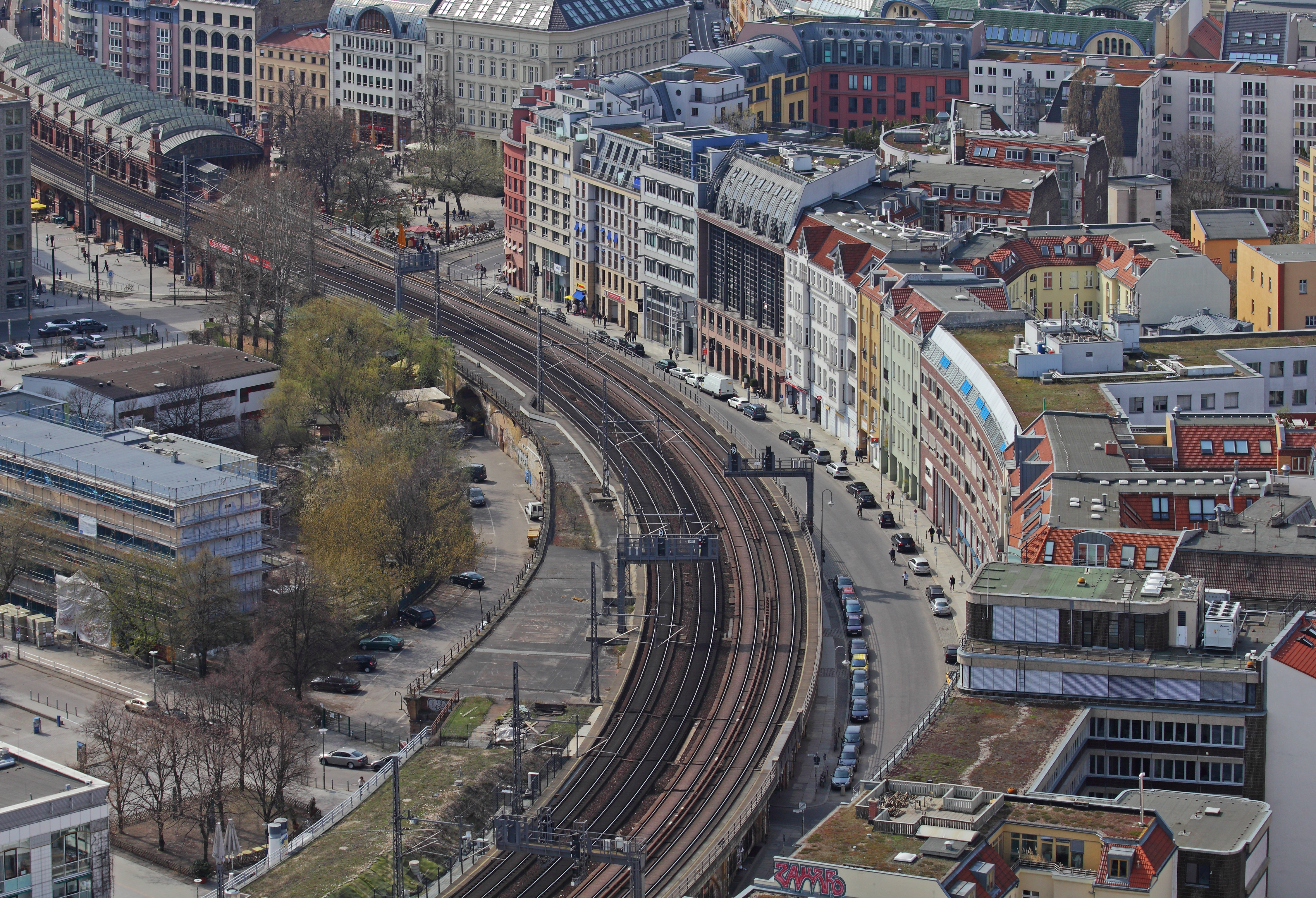
柏林城市铁路柏林哈克市场车站附近路段。

那时对柏林城市铁路的规划为复线铁路，客货混跑。值得注意的是，当时伦敦和纽约类似的铁路线为货车让客车。还有，这条铁路新线不仅要连接柏林不同的尽头式铁路枢纽站，还要连接柏林环线铁路并且行走市郊列车。
柏林城市铁路的选线不仅要考虑既有铁路及火车站的位置，并且还受制于市中心区域动迁难度。早期曾计划让新建的柏林城市铁路沿莱比锡大街行进，但因动迁成本太高而放弃。建于17世纪的柏林城墙边的护城河柏林哈克市场车站⟷柏林亞諾維茨橋站段被填平用以修建柏林城市铁路，该段选择这一线路的原因在于用地为公共土地。柏林城市铁路线路弯弯曲曲的原因在于动迁难度较大，这点在柏林亞諾維茨橋站⟷柏林亚历山大广场车站区间尤为明显。
柏林城市铁路采用高架设计，避免了之前于1851年开通1871年停运的柏林铁路联络线存在大量平交道而产生的严重交通冲突。

### 建设
柏林城市铁路于1875年开工建设。1882年2月6日，即正式开通的前一天，德国皇帝威廉一世乘坐专列视察了柏林城市铁路全线。 1882年2月7日正式开通，并对短途列车开放。1882年5月15日开始对长途列车开放。当时每千米造价为5百万德国金马克（包括购买土地的费用）。这条铁路后来成为柏林城市快铁的核心路线。柏林城市铁路最初使用钢质枕木，20世纪初更换为木质枕木。
1888年5月1日，柏林城市铁路向东连通箭头半岛-鲁梅尔斯堡车站（1933年至今称柏林东十字车站）和向西经柏林西十字车站连通柏林-西區車站的铁路线启用。

#### 初始车站
（按自西向东顺序排列）
- 柏林-夏洛滕堡车站（德语：Bahnhof Berlin-Charlottenburg）
- 柏林动物园车站
- 柏林貝爾維尤車站（德语：Bahnhof Berlin Bellevue）
- 柏林-莱尔特城市铁路车站 （今柏林火车总站）
- 柏林腓特烈大街车站
- 交易所站（德语：Bahnhof Börse）（今柏林哈克市场车站（德语：Bahnhof Berlin Hackescher Markt））[註 1]
- 柏林亚历山大广场车站
- 柏林亞諾維茨橋站（德语：Bahnhof Berlin Jannowitzbrücke）
- 柏林-西里西亚车站（今柏林东站）[註 2][10]

#### 后期增加车站
- 柏林萨维尼广场车站（德语：Bahnhof Berlin Savignyplatz）：1896年8月1日启用，位于柏林-夏洛滕堡车站（德语：Bahnhof Berlin-Charlottenburg）和柏林动物园车站之间。
- 柏林蒂尔加滕车站（德语：Bahnhof Berlin-Tiergarten）：1885年1月5日启用，位于柏林动物园车站和柏林貝爾維尤車站（德语：Bahnhof Berlin Bellevue）之间。

### 运营初期

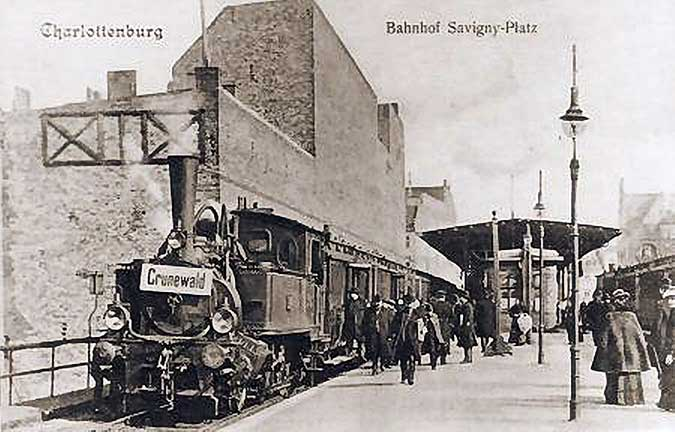
停靠在柏林城市铁路柏林萨维尼广场车站（德语：Bahnhof Berlin Savignyplatz）的列车，1900年前后拍摄。
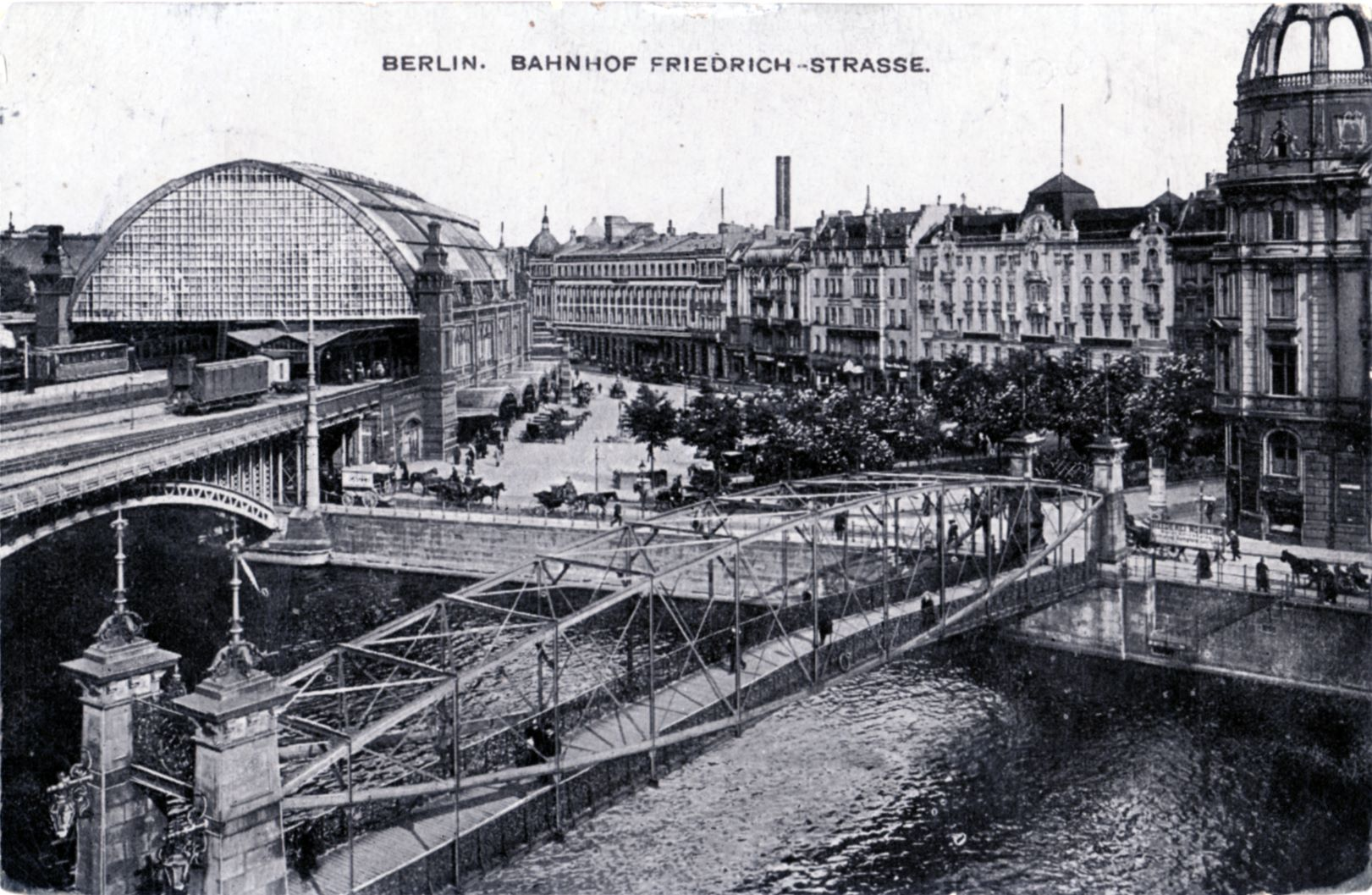
1900年前后的柏林腓特烈大街车站，图中高架铁路为柏林城市铁路。
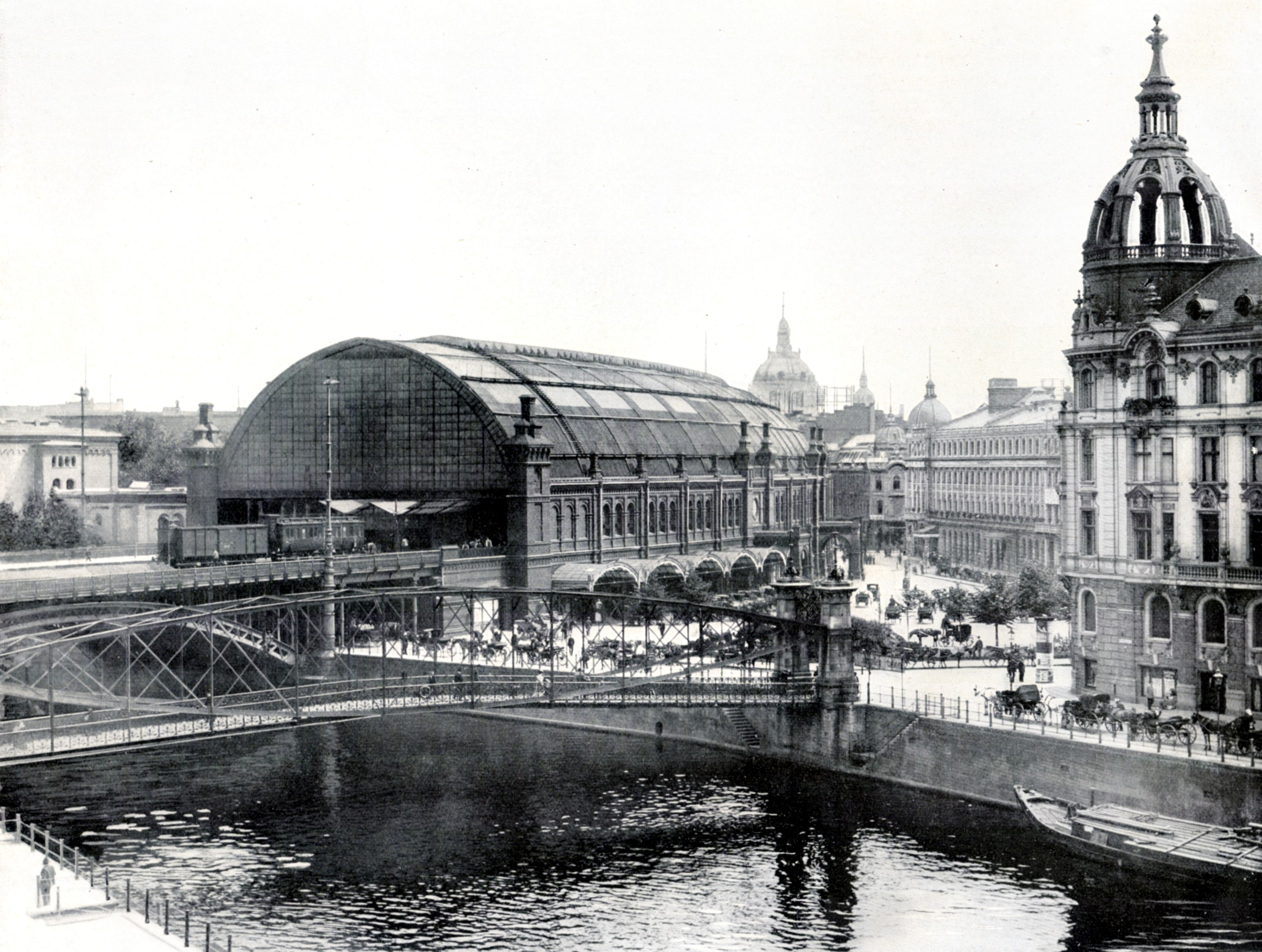
1900年前后的柏林腓特烈大街车站，图中高架铁路为柏林城市铁路。
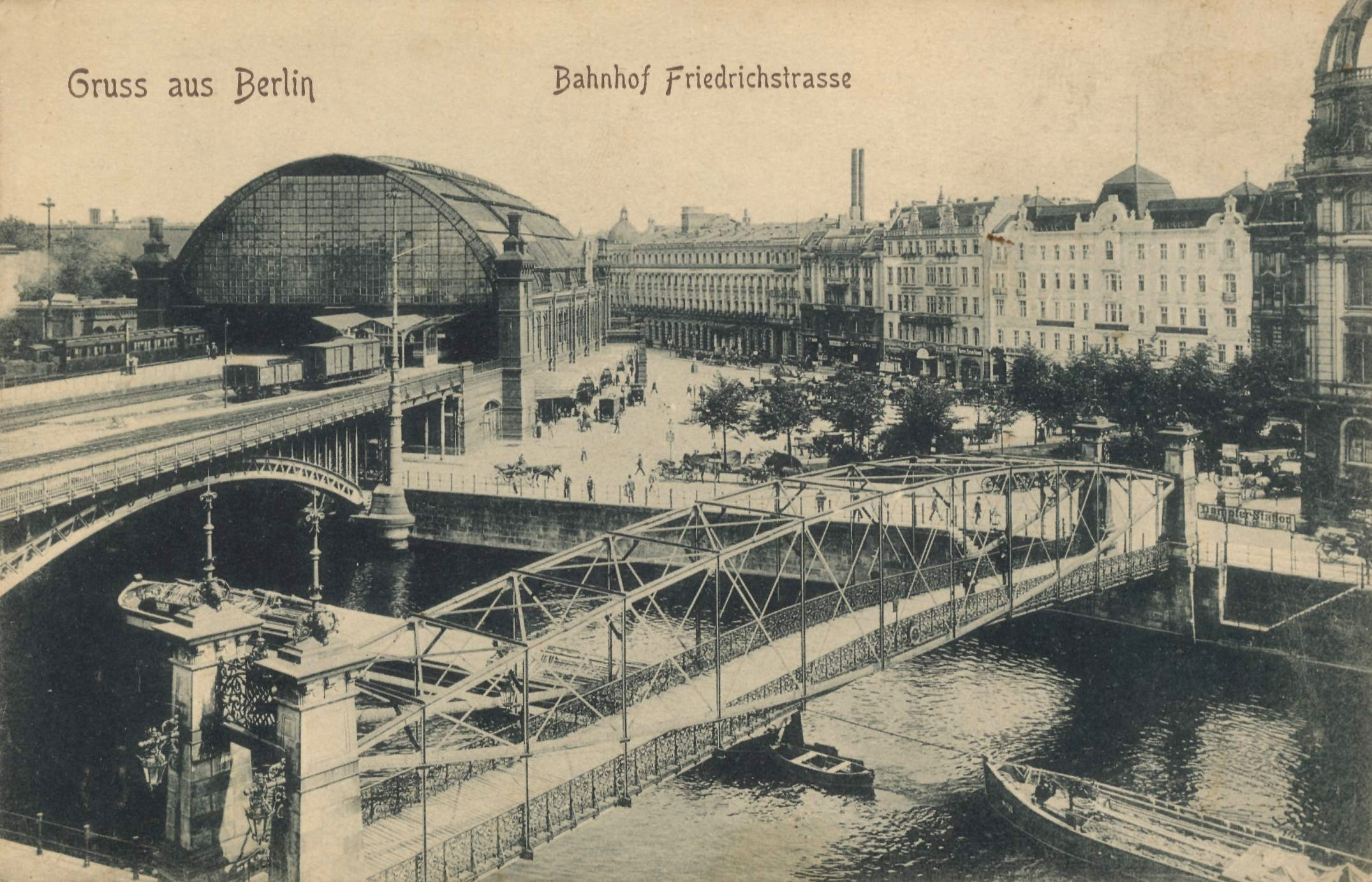
1900年前后的柏林腓特烈大街车站，图中高架铁路为柏林城市铁路。

### 市郊列车
市郊列车运行在市郊股道。市郊列车初期包括连通柏林市中心和市郊的列车、连通柏林城市铁路和柏林环线铁路的市郊列车（即“半环列车”，“半环列车”分别为连通柏林城市铁路和柏林环线铁路南半环和北半环的市郊列车）。这些列车使用蒸汽机车牵引（包括普鲁士T12型蒸汽机车），其使用焦炭为燃料以降低废气排放。所使用的铁路客车为无走廊包厢铁路客车，每个包厢均有通车外的车门（需乘客自己开关），车厢内部没有连通包厢与包厢间走廊。
市郊列车运行时间为早上4点至凌晨1点，通常间隔2到5分钟（视不同时段）。20世纪初时，三等座票价为10芬尼，二等座票价为15芬尼。

### 车站扩建和高架桥加固
1914年，柏林腓特烈大街车站进行了扩建，长途列车股道增至4条，今车站大厅即在这时修建。1922年至1932 年间，柏林城市铁路的高架桥进行了加固，以应对不断增加的火车重量。此外，柏林亚历山大广场车站和柏林西里西亚车站（今柏林东站）的站台雨棚也进行了更换。市郊列车站台的高度也增至960毫米。
柏林动物园车站的第二座长途列车站台和一间新车站大厅建于1934年至1940年间，但这间车站大厅的玻璃幕墙直至20世纪50年代才完工。

### 电气化
1928年6月11日，波茨坦⟷柏林城市铁路⟷埃尔克纳的市郊铁路线路电气化工程竣工，使用直流第三轨供电。 全新的5列被称为“城市铁路号（德语原名：Stadtbahner）”的德意志国铁路ET 165型电力动车组在柏林城市铁路上线运行，这时仍和蒸汽火车共用轨道。 截至1928年11月，所有由考尔斯多夫、施潘道、格林瑙出发连通柏林城市铁路的铁路线和柏林环线铁路均已完成电气化。通往施潘道的市郊列车亦随之由长途股道改行市郊股道。柏林城市铁路上最后一批使用蒸汽火车的市郊列车于1929年退役。半环列车仅在高峰时段运行。1930年，使用柏林城市铁路的柏林城市快铁启用广为人知的绿色圆形底+内部白色大“S”字样的标识。

柏林城市快铁标识

### 二战结束至冷战时期
在二战结束之时，柏林城市铁路因在战争中遭到破坏而瘫痪，但不久后即被修复。因约瑟夫·维萨里奥诺维奇·斯大林希望乘坐火车参加波茨坦会议，所途径的柏林城市铁路轨距随之改为苏式的1524毫米宽轨。因德国被英、美、法、苏分区占领（英、美、法占区后成为西德，苏占区后成为东德），途径柏林城市铁路连接德国苏占区和英、美、法占区间的列车大幅减少。部分来自德国苏占区的列车以柏林城市铁路沿线车站为终点。

途径柏林城市铁路的长途列车在柏林封锁期间几乎完全停运。二战结束后不久重建的柏林城市快铁依然使用柏林城市铁路，这时途径柏林城市铁路柏林城市快铁还可到达柯尼希斯武斯特豪森、施特劳斯贝格、斯塔肯、法尔肯塞。

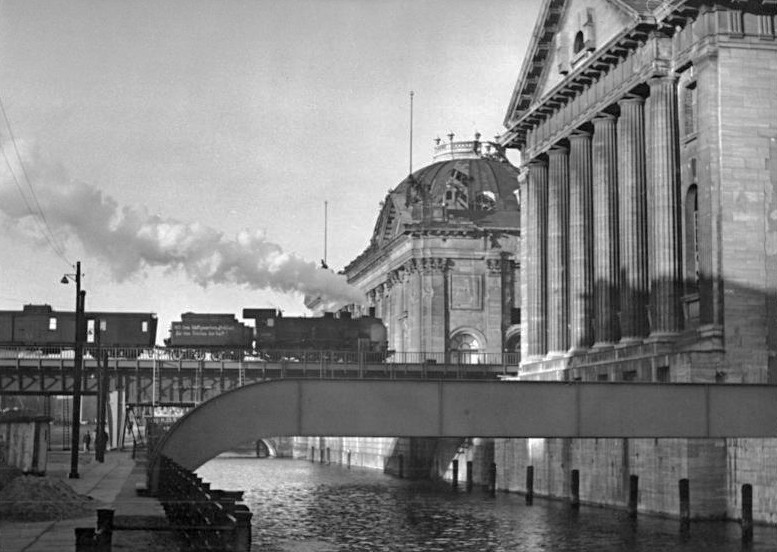
1951年12月12日时的柏林城市铁路靠近博物馆岛博德博物馆、佩加蒙博物館的高架桥。

1952年5月18日，柏林城市铁路西柏林段除柏林动物园车站外的长途铁路车站、铁路枢纽站全部关闭。1953年，最后一列行走柏林城市铁路的东德国内列车开出。

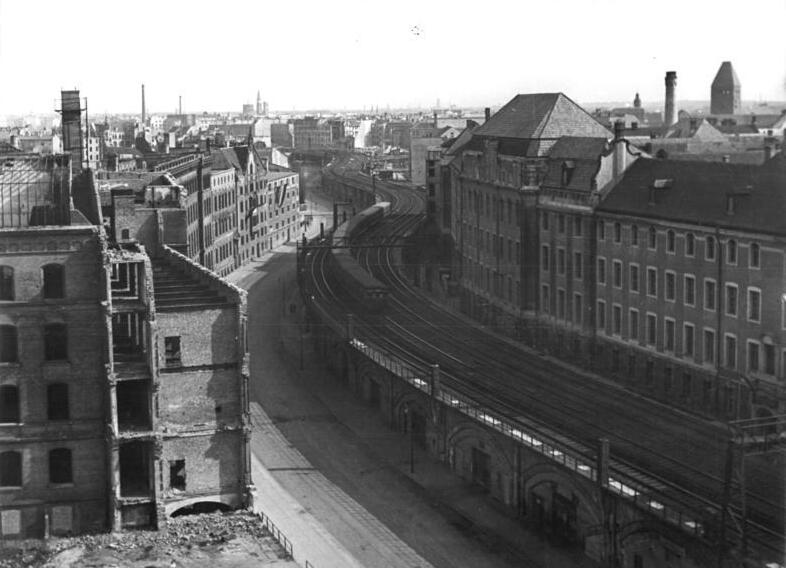
1953年时的柏林城市铁路柏林亚历山大广场车站至柏林亞諾維茨橋站（德语：Bahnhof Berlin Jannowitzbrücke）区间，图中列车为柏林城市快铁列车。

1961年建成的柏林墙使得柏林动物园车站成为西柏林事实上的火车总站，柏林东站成为东柏林事实上的火车总站。
柏林腓特烈大街车站这时成为东西柏林铁路线路的边境关卡，柏林腓特烈大街车站在柏林墙存在期间是东德和西柏林、西德间的边境口岸，连接东德、西德、西柏林的“跨境列车”也在柏林腓特烈大街车站停靠。柏林腓特烈大街车站虽位于东柏林境内，但设有供西柏林使用部分，西柏林人可在不经过东德边境检查的情况下在柏林腓特烈大街车站互相换乘西柏林的柏林地铁6号线和柏林城市快铁。柏林腓特烈大街车站东柏林使用部分和西柏林使用部分以钢墙隔离。
柏林动物园车站和柏林东站也有国际列车停靠，目的地包括巴黎和华沙。后来也有通往斯堪的纳维亚的夜间国际联运车厢跨越两德边境在柏林城市铁路上行驶。

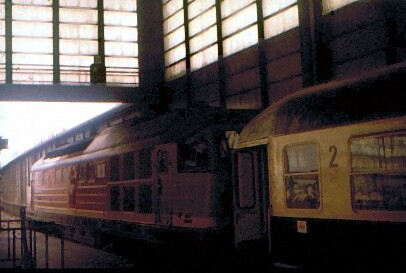
停靠在柏林动物园车站的旅客列车，1976年拍摄。

由于特殊的法律原因，柏林城市铁路西柏林段属东德的德国国营铁路，使得德国国营铁路及其背后的东德政府成为了西柏林最大的地主之一。这令西德政府、东德政府、西柏林市政府、驻德盟军之间矛盾重重。
柏林城市快铁西柏林部分车资比西柏林的柏林公共交通公司所提供的公共交通服务更低。柏林城市快铁东柏林部分，直至1991年无论远近票价均为0.20马克。西柏林政客和大多数西柏林民众完全抵制了由东德运营的柏林城市快铁西柏林部分，并引入了与柏林城市快铁西柏林部分、柏林城市铁路平行的地铁和公交线路。

尽管阻力重重，东德的德国国营铁路仍对柏林城市铁路进行了升级，并花费巨资翻建了建于从前的沼泽地的柏林西十字车站。

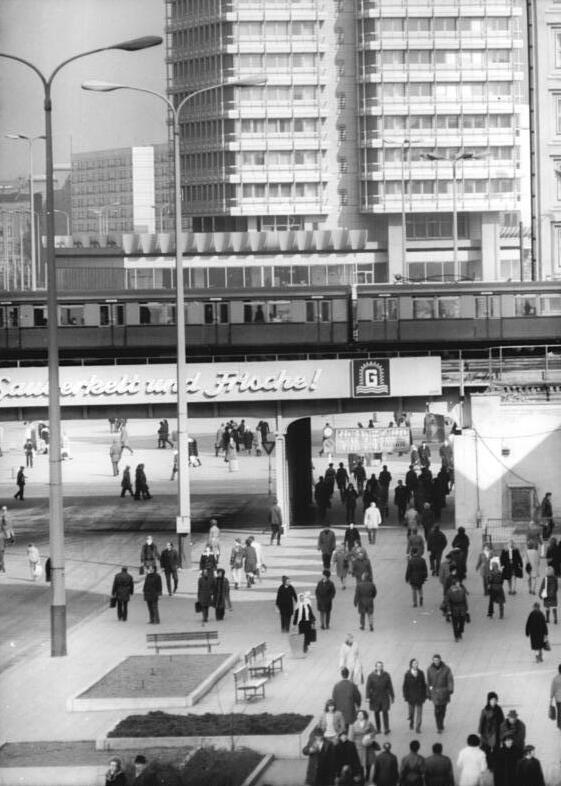
1973年3月23日时的柏林城市铁路东柏林段。

与此同时，由于1980年9月德国国营铁路在西柏林的员工举行了大罢工，柏林城市快铁西柏林部分减少到只有3条线路。1984年1月9日，根据德意志民主共和国和西柏林市之间签订的协议，柏林城市快铁西柏林路段移交西柏林的公营企业柏林公共交通公司。此后不久，德意志民主共和国开始就改善柏林城市铁路西柏林段以及柏林动物园车站的现代化改造进行谈判。柏林-莱尔特城市铁路车站也被精心修复至19世纪80年代建成初期的样貌，并被列入保护建筑名录。在东柏林段，柏林东站于1987年柏林建城750周年之际部分重建并更名为“柏林火车总站”。

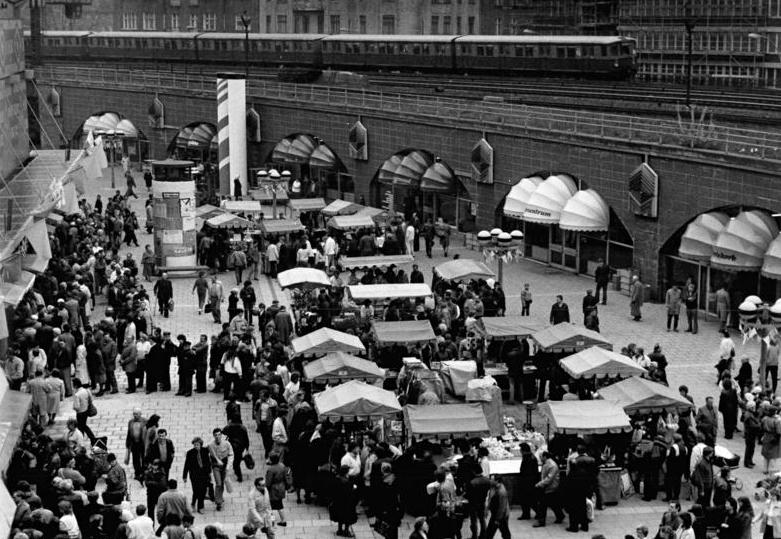
1987年4月15日时的柏林城市铁路柏林亚历山大广场车站附近路段。
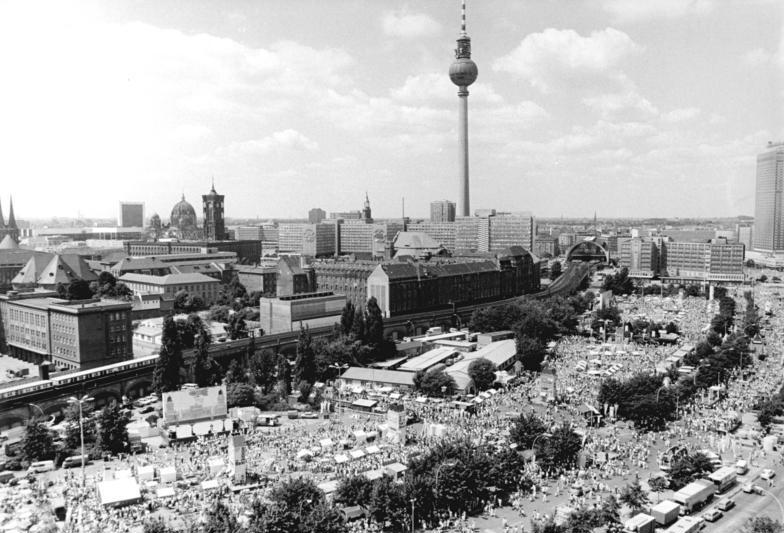
1987年7月5日时的柏林城市铁路。图中车站为柏林亚历山大广场车站，远处为柏林电视塔。

### 两德统一前后
柏林墙倒塌及两德统一后，柏林城市铁路的重要性急剧上升。1990年开始有经柏林城市铁路开往科隆的区际列车。1991年起，开往卡尔斯鲁厄、科隆的城际列车经柏林城市铁路运行。柏林至汉堡的列车随之经柏林城市铁路延线至德累斯顿和布拉格，柏林至慕尼黑的“跨境列车”也随之改为“城际列车”并途经柏林城市铁路。

通往柏林动物园车站的西段主线铁路股道于1993年7月4日完成电气化，通往今柏林东站的东段主线铁路股道于1987年完成电气化（柏林城市铁路柏林城市快铁股道早已完成电气化）。柏林城市铁路主线铁路股道通往柏林动物园车站的路段电气化工程完工后，城际快车开始使用柏林动物园车站。

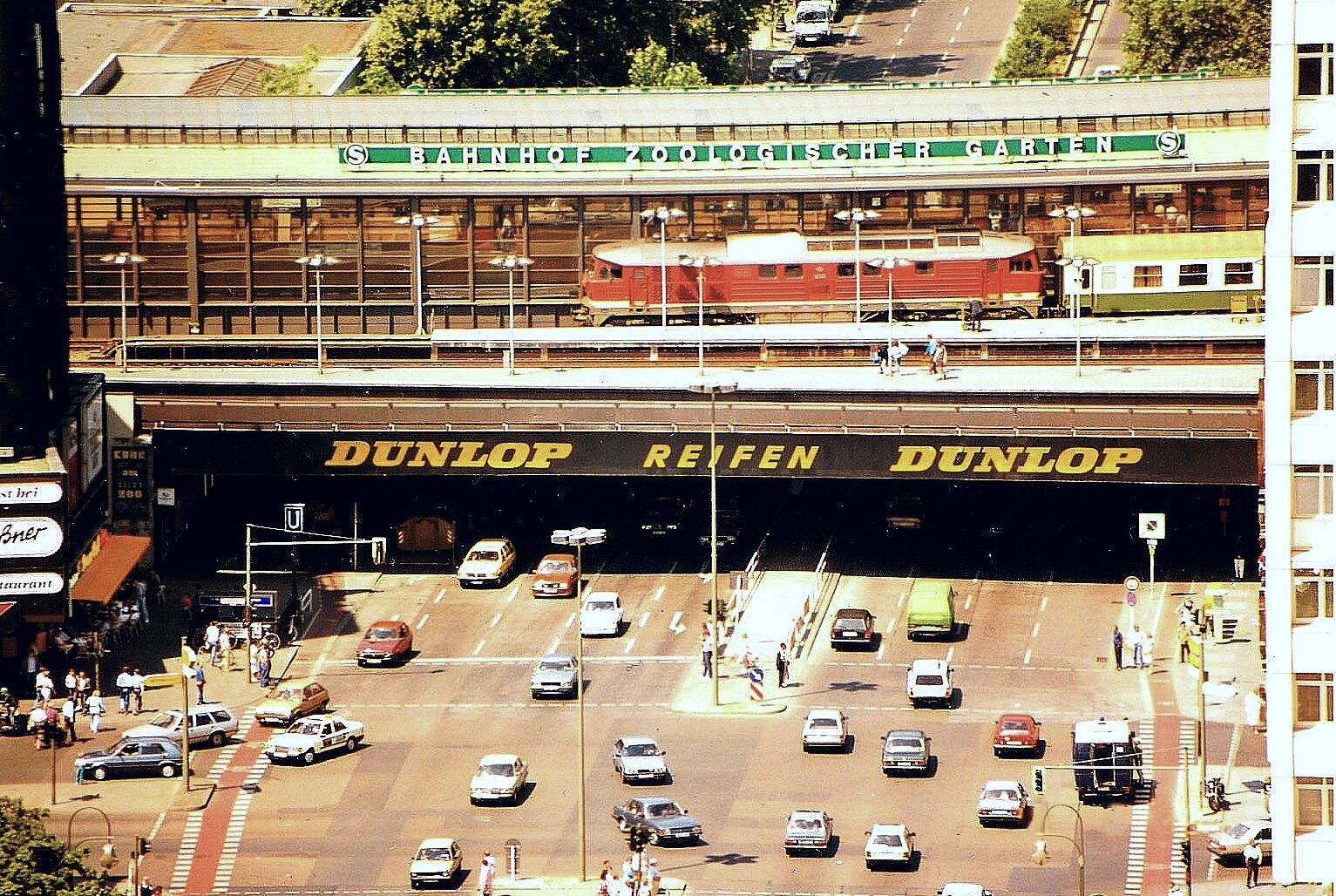
柏林城市铁路上的柏林动物园车站，1989年6月18日拍摄。
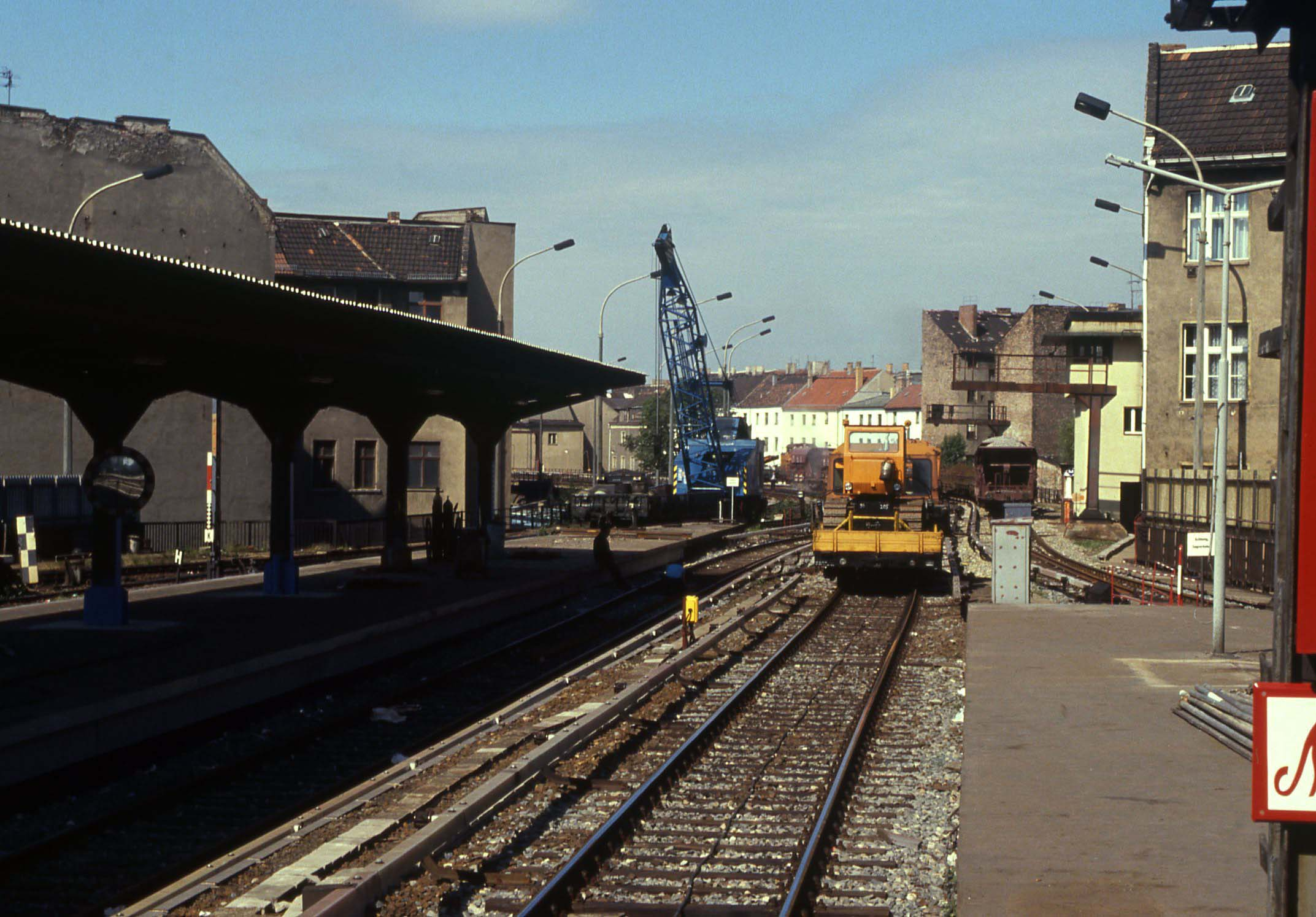
1990年时的柏林城市铁路。
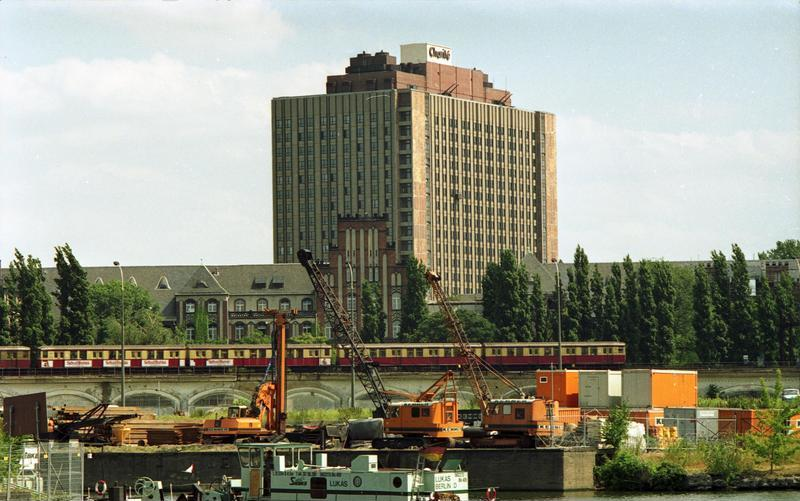
1991年7月27日时的柏林城市铁路。

### 1994年现代化改造及以后

#### 1994年至1998年柏林城市铁路现代化工程
1994年10月，柏林城市铁路现代化工程开工，全线大兴土木。高架桥进行了检测和加固，轨道更换了新混凝土枕木以增加耐久性和舒适性。全线所有车站均进行了投资较大的现代化工程。在此期间，长途列车暂不使用柏林城市铁路，柏林城市快铁暂时使用主线铁路股道。1998年3月24日，柏林城市铁路现代化工程竣工，城际快车、城际列车、区域快车恢复在柏林城市铁路运行。

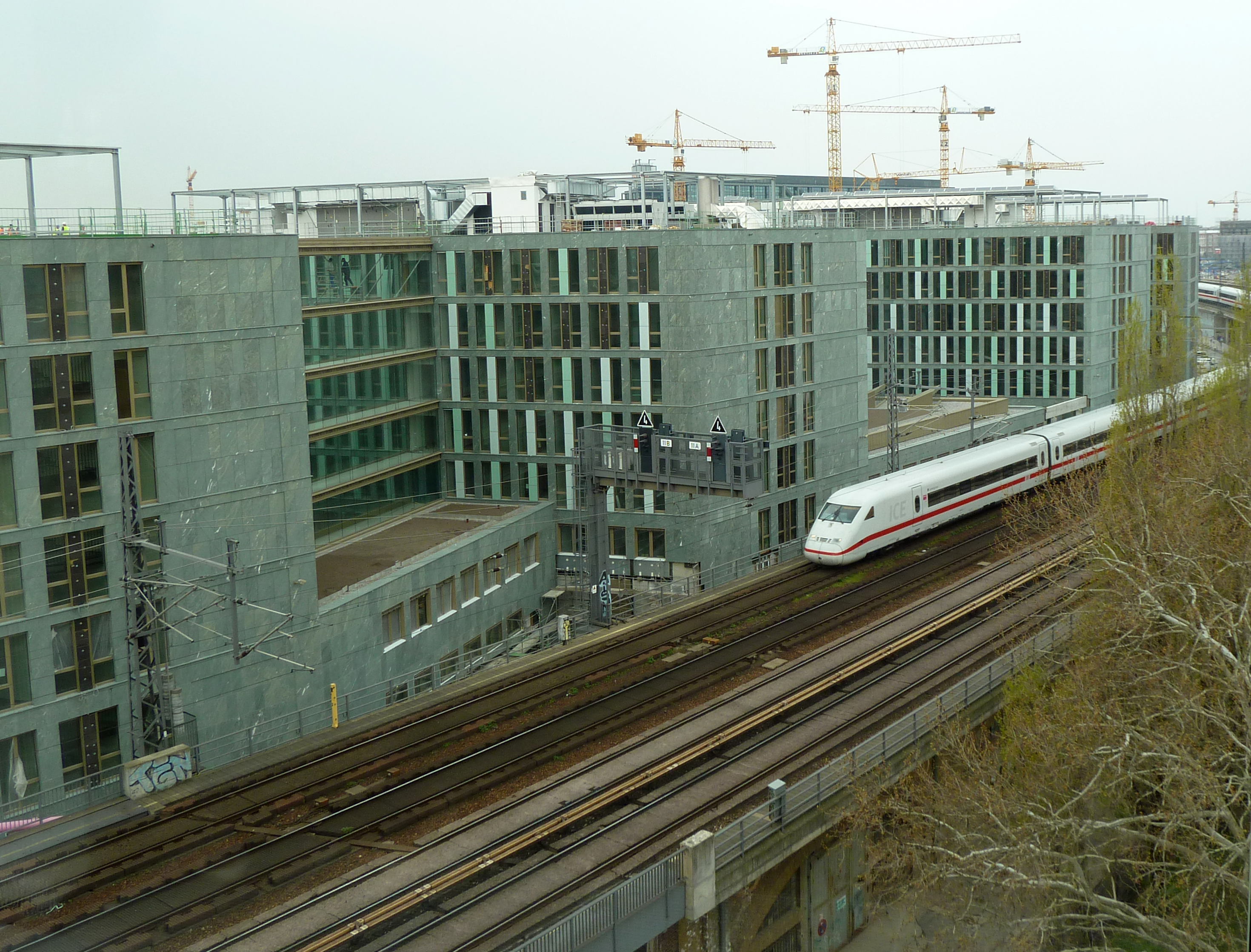
城际特快列车-2列车行驶在柏林城市铁路柏林腓特烈大街车站⟷柏林火车总站区间，2014年4月4日拍摄（即在此次柏林城市铁路现代化工程竣工之后）。

#### 新柏林火车总站
位于新柏林火车总站接入柏林城市铁路工程于2001年开工，2002年7月完工，此次工程包含构成柏林火车总站的铁路高架桥和上跨洪堡港的铁路高架桥。直到2006年夏天，柏林城市铁路一直是长途火车的主要通道，通常停靠柏林动物园车站和柏林东站。在新柏林火车总站2006年5月28日启用后，柏林城市铁路的重要性略有减弱，因为在此之后许多列车改经柏林南北干线铁路进出柏林火车总站。仅有的途径柏林城市铁路的城际列车，多开往汉诺威和科隆，通常停靠柏林火车总站和柏林东站。

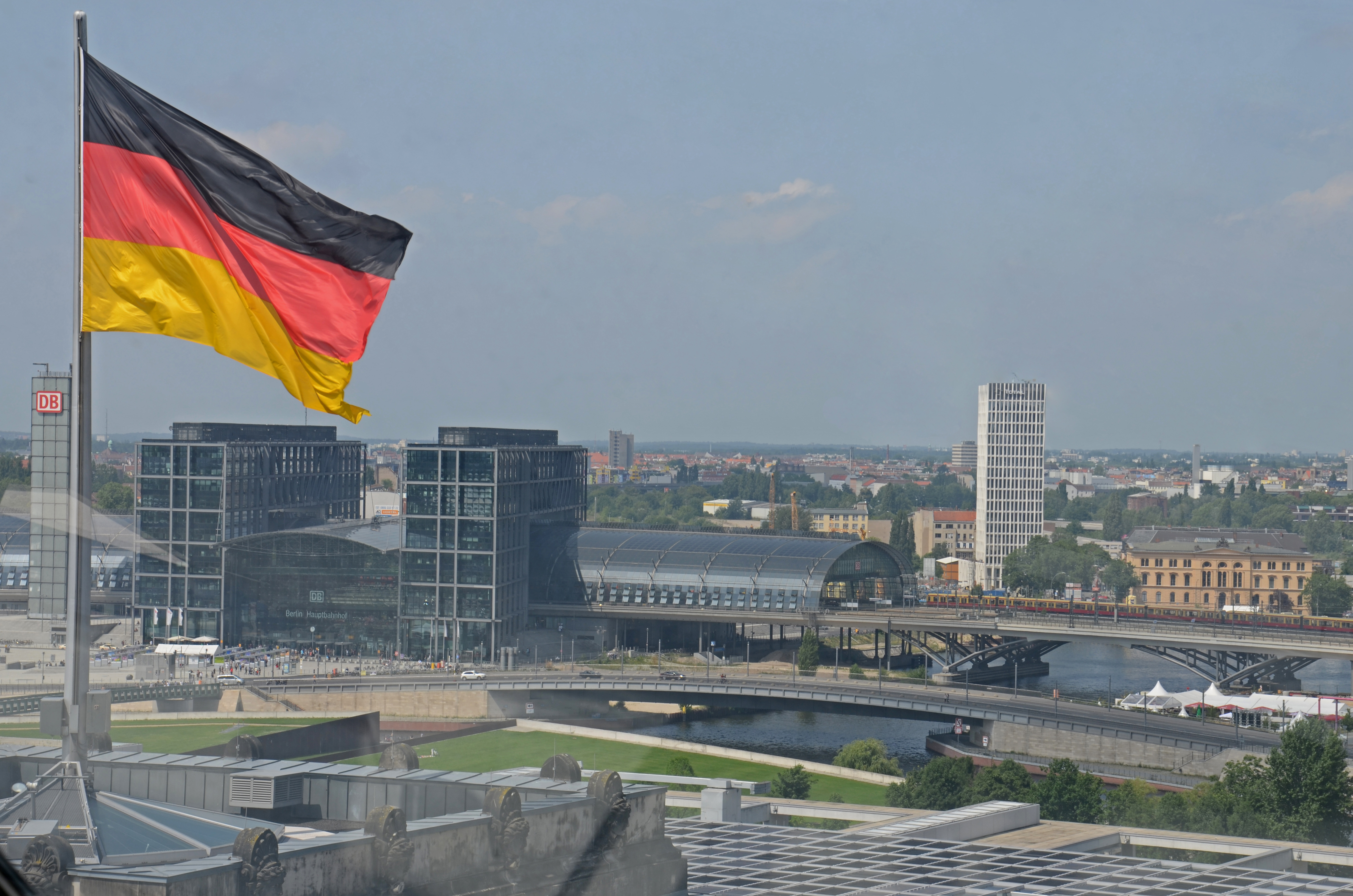
现在的柏林火车总站。图中连通柏林火车总站的高架铁路即为柏林城市铁路，行驶在这段高架铁路上的列车为柏林城市快铁列车。
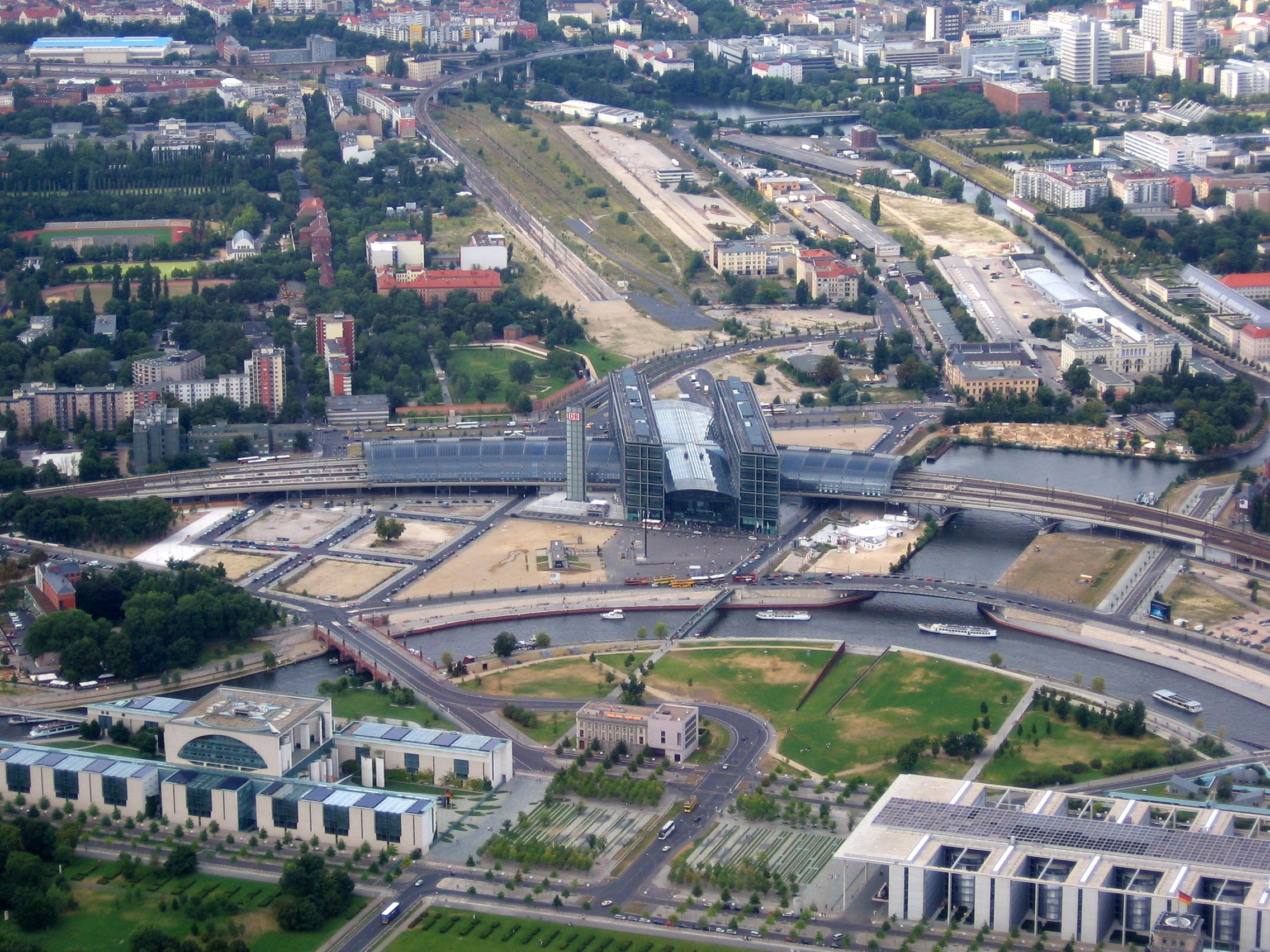
现在的柏林火车总站。图中柏林火车总站上部轨道层即为柏林城市铁路轨道层。

现在的柏林火车总站上部轨道层（柏林城市铁路所在轨道层）
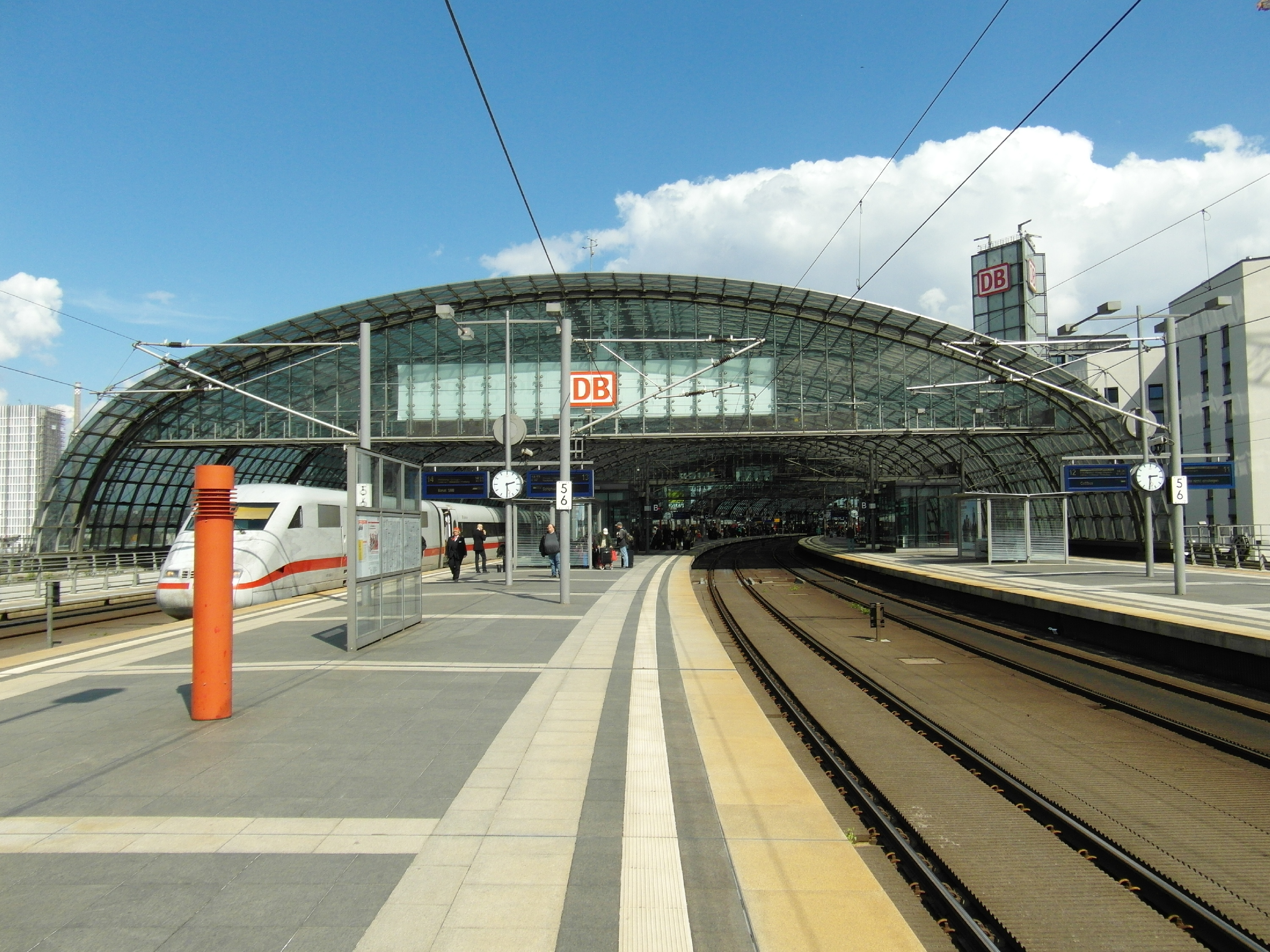
2012年4月21日时的柏林火车总站上部轨道层（柏林城市铁路所在轨道层），图中列车为城际快车。
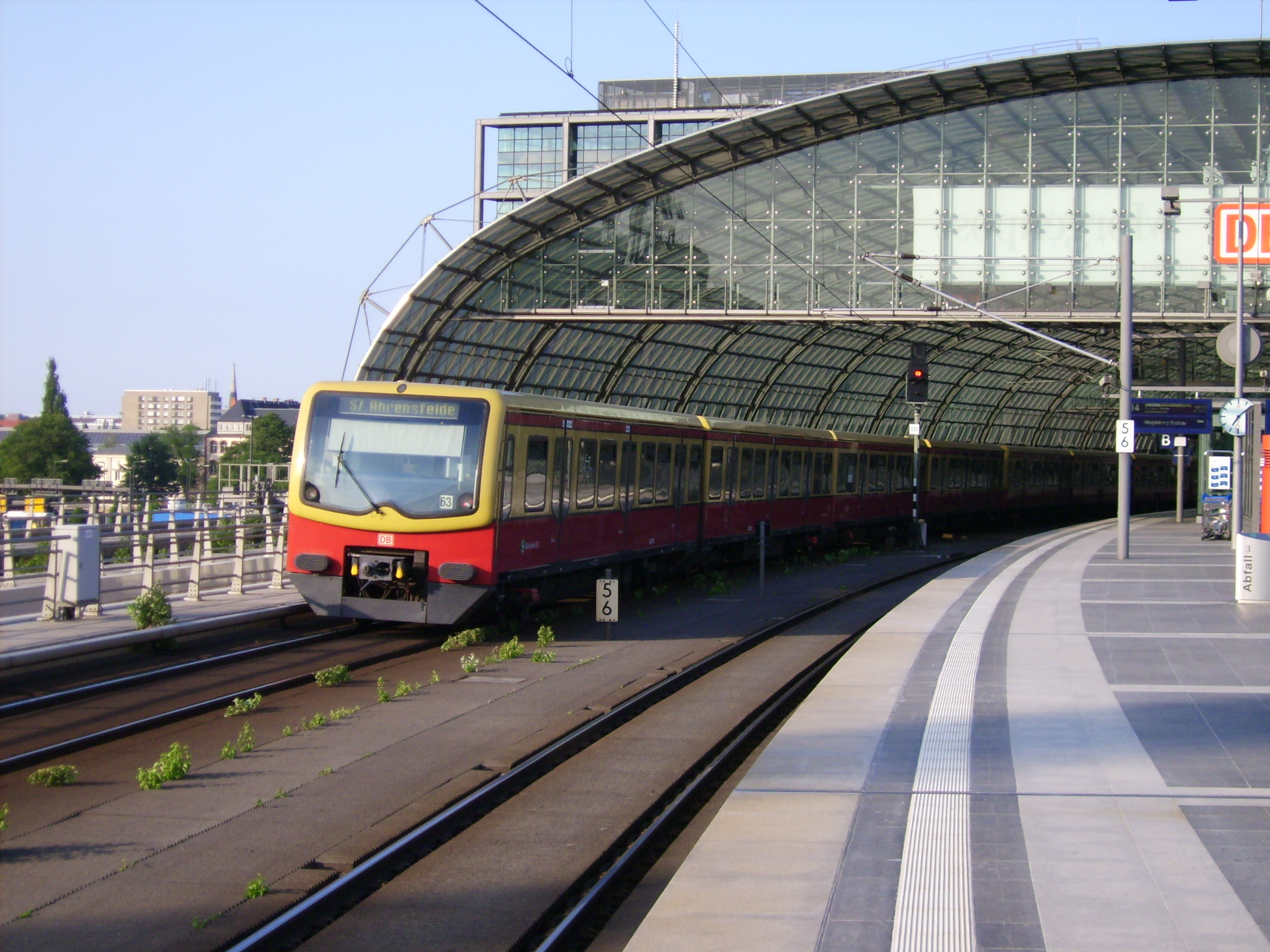
2008年6月1日途径柏林火车总站上部轨道层（柏林城市铁路所在轨道层）的柏林城市快铁7号线列车，图中列车的型号为“德国铁路481型电力动车组”。
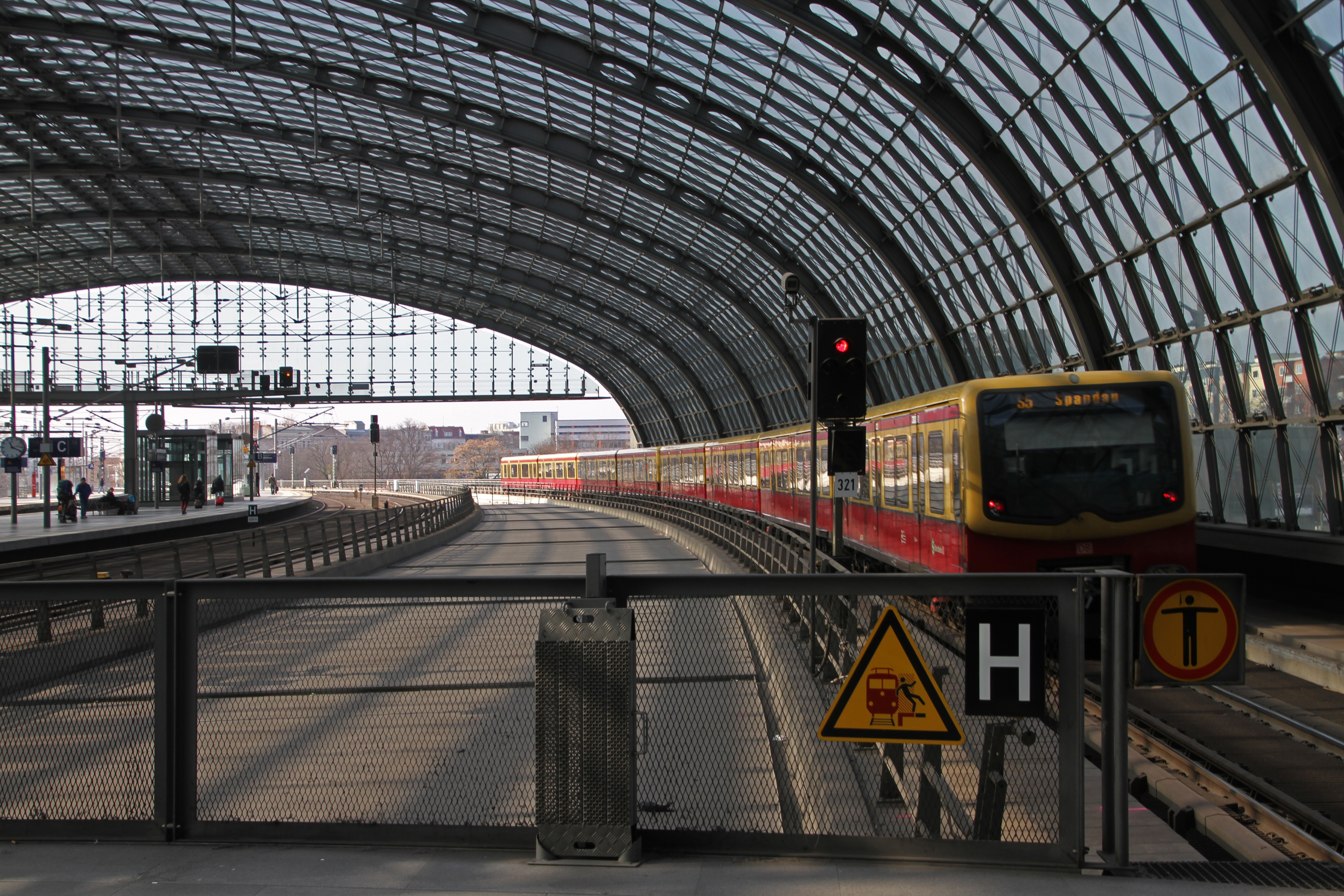
2016年3月14日途径柏林火车总站上部轨道层（柏林城市铁路所在轨道层）的柏林城市快铁5号线列车。

截至2023年4月7日，停靠柏林火车总站的柏林城市快铁线路有3号线、5号线、7号线、9号线。这4条柏林城市快铁线路全部行走柏林城市铁路全线，在柏林火车总站均使用上部轨道层（柏林城市铁路所在轨道层）。

## 延伸阅读
- . Berlin: Verlag GVE. 1996. ISBN 3-89218-046-6 （德语）.

## 外部連結
- .   [2007-01-28]. （原始内容存档于2007-09-29） （德语）.